# Pancey
Pancey é uma comuna francesa na região administrativa de Grande Leste, no departamento de Haute-Marne. Estende-se por uma área de 8,96 km². Em 2010 a comuna tinha 104 habitantes (densidade: 11,6 hab./km²).